# Logógrafo
Logógrafo (de λόγος, γράφω, escritores de histórias em prosa), à historiografia moderna, é o termo utilizado para definir os historiadores anteriores a Heródoto. Tucídides, por sua vez, utilizou o termo para qualificar seus antecessores, razão pela qual hoje se distingue entre os novos e velhos logógrafos. Exceto Acusilau de Argos, todos os logógrafos vieram da Jônia e suas ilhas, sendo o mais proeminente deles Hecateu de Mileto.